# Anadolu Efes Spor Kulübü 2020-2021
Questa voce raccoglie le informazioni riguardanti l'Anadolu Efes Spor Kulübü nelle competizioni ufficiali della stagione 2020-2021.

## Stagione
La stagione 2020-2021 dell'Anadolu Efes Spor Kulübü è la 43ª nel massimo campionato turco di pallacanestro, la Basketbol Süper Ligi.

## Roster
Aggiornato al 24 luglio 2019.
| Anadolu Efes 2020-21 | Anadolu Efes 2020-21 |
| Giocatori            | Staff tecnico        |
| -------------------- | -------------------- |

| N. | Naz.                                        | Ruolo | Nome              | Anno | Alt.   | Peso   |  |
| -- | ------------------------------------------- | ----- | ----------------- | ---- | ------ | ------ |  |
| 0  | Stati Uniti (bandiera) · Turchia (bandiera) | P     | Shane Larkin      | 1992 | 182 cm | 79 kg  |  |
| 1  | Francia (bandiera)                          | PG    | Rodrigue Beaubois | 1988 | 190 cm | 84 kg  |  |
| 2  | Stati Uniti (bandiera)                      | AC    | Chris Singleton   | 1989 | 206 cm | 108 kg |  |
| 3  | Turchia (bandiera)                          | AG    | Yiğitcan Saybir   | 1999 | 203 cm | 88 kg  |  |
| 4  | Turchia (bandiera)                          | P     | Doğuş Balbay (C)  | 1989 | 185 cm | 82 kg  |  |
| 5  | Turchia (bandiera)                          | C     | Tarık Sezgün      | 2001 | 212 cm | 113 kg |  |
| 8  | Turchia (bandiera)                          | AP    | Tolga Geçim       | 1996 | 206 cm | 91 kg  |  |
| 10 | Turchia (bandiera)                          | P     | Enes Bayraktar    | 2002 | 185 cm |        |  |
| 11 | Cipro (bandiera) · Turchia (bandiera)       | PG    | Erten Gazi        | 1997 | 191 cm | 93 kg  |  |
| 13 | Bosnia ed Erzegovina (bandiera)             | A     | Džanan Musa       | 1999 | 206 cm | 98 kg  |  |
| 15 | Turchia (bandiera)                          | C     | Sertaç Şanlı      | 1991 | 212 cm | 115 kg |  |
| 18 | Francia (bandiera)                          | AG    | Adrien Moerman    | 1988 | 202 cm | 102 kg |  |
| 19 | Turchia (bandiera)                          | G     | Buğrahan Tuncer   | 1993 | 193 cm | 87 kg  |  |
| 21 | Germania (bandiera)                         | C     | Tibor Pleiß       | 1989 | 221 cm | 122 kg |  |
| 22 | Serbia (bandiera)                           | P     | Vasilije Micić    | 1994 | 196 cm | 92 kg  |  |
| 23 | Stati Uniti (bandiera)                      | GA    | James Anderson    | 1989 | 198 cm | 98 kg  |  |
| 42 | Stati Uniti (bandiera) · Armenia (bandiera) | C     | Bryant Dunston    | 1986 | 203 cm | 114 kg |  |
| 44 | Croazia (bandiera)                          | G     | Krunoslav Simon   | 1985 | 197 cm | 100 kg |  |

| Allenatore |
| - Ergin Ataman |
| Assistente/i |
| - Tomislav Mijatović - Yakup Sekizkök - Cenk Yıldırım Legenda - (C) Capitano - (IN) Inattivo - Infortunato Roster |

## Mercato

### Sessione estiva
| Acquisti | Acquisti   | Acquisti     | Acquisti   | Acquisti |
| R.a      | Nome       | da           | Modalità   |          |
| -------- | ---------- | ------------ | ---------- | -------- |
| PG       | Erten Gazi | Fordham Rams | svincolato |          |

| Cessioni | Cessioni          | Cessioni             | Cessioni       | Cessioni |
| R.       | Nome              | a                    | Modalità       |          |
| -------- | ----------------- | -------------------- | -------------- | -------- |
| P        | Ömercan İlyasoğlu | Bursaspor            | prestito       |          |
| AG       | Alec Peters       | Saski Baskonia       | fine contratto |          |
| G        | Mustafa Kurtuldum | Merkezefendi Denizli | prestito       |          |

### Dopo l'inizio della stagione
| Acquisti | Acquisti    | Acquisti   | Acquisti        | Acquisti   |
| R.       | Nome        | da         | Data            | Modalità   |
| -------- | ----------- | ---------- | --------------- | ---------- |
| A        | Džanan Musa | Free agent | 13 gennaio 2021 | svincolato |

| Cessioni | Cessioni | Cessioni | Cessioni | Cessioni |
| R.       | Nome     | a        | Data     | Modalità |
| -------- | -------- | -------- | -------- | -------- |